# Atelana
Atelana es un género literario clásico, también conocido como farsa atelana.

## Descripción
La farsa atelana, originariamente en idioma osco, se remonta al siglo IV a. C. y se suele atribuir su origen a los habitantes de la antigua ciudad de Atela, en Campania. Según el historiador Tito Livio, fue importada a Roma en 391 a. C.
Normalmente se configuraba por medio de improvisaciones satíricas y populares, que mezclaban todo tipo de bromas y chascarrillos, tanto en prosa como en verso, según el ingenio y atrevimiento de quien la representara. En su puesta en escena se utilizaban máscaras, que siempre eran las mismas, y que recibían los nombres de Dossennus, Maccus, Bucco, Manducus y Pappus. 
En el siglo I a. C. algunos autores cultos como Lucio Pomponio y Novio le dieron empaque literario. 
La participación en estas farsas no estaba exenta de riesgos, pues al constituir su tema principal la sátira, a veces se atacaba o se ridiculizaba a los poderosos, lo que podía acarrear muy serias consecuencias. Según cuenta Suetonio en sus crónicas, Calígula hizo quemar vivo a un actor, cuyo nombre no ha llegado hasta nosotros, por ridiculizarlo en una farsa atelana.
El género alcanzó su máxima popularidad en tiempo de Adriano y Trajano y se mantuvo durante toda la época imperial, como lo demuestran las numerosas máscaras y estatuillas encontradas en yacimientos arqueológicos a lo largo de todas las zonas de dominación romana.